# Weng Weng
Weng Weng (eigentlich Ernesto de la Cruz; * 7. September 1957 in Baclaran, Manila; † 29. August 1992 in Pasay City) war ein philippinischer Schauspieler und Martial-Arts-Kämpfer.
Der im deutschsprachigen Raum weitgehend unbekannte Weng wurde durch den Eintrag im Guinness-Buch der Rekorde als „kleinster Hauptdarsteller in einem Kinofilm“ bekannt. Weng maß 83 cm und war ab den 70er Jahren bis zu seinem Tod in den 90er Jahren als Schauspieler aktiv.
Weng spielte ab 1972 in Filmen und trat in Nebenrollen auf, bis er vom Komödiendarsteller Dolphy als Sidekick für seinen Film The Quick Brown Fox verpflichtet wurde. Der Erfolg des Werkes zog nicht nur ein Sequel nach sich, sondern führte auch zu einer Agentenfilm-Parodie mit dem kleinwüchsigen Weng in der Hauptrolle: For y'ur Height Only. Weitere sechs Filme mit Hauptrollen folgten bis 1984. Weng war ein beliebter Gast in Fernsehshows, bei öffentlichen Veranstaltungen und Wahlkampfauftritten.
Er starb 1992 an den medizinischen Folgen seiner Kleinwüchsigkeit.

## Filmografie (Auswahl)
- 1973: Moon Boy from Another Planet
- 1980: The Quick Brown Fox
- 1981: Agent 003 1/2 in geheimer Mission (For Y'ur Height Only)
- 1981: Agent 00
- 1982: D'Wild Wild Weng
- 1982: The Cute… The Sexy n' the Tiny
- 1984: Da Best in da West